# Московское дворцовое архитектурное училище
Московское дворцовое архитектурное училище (МДАУ) — учебное заведение, созданное в Москве в 1831 году на базе Архитектурного училища при Экспедиции кремлёвского строения. В 1865 году вошло в состав Московского училища живописи, ваяния и зодчества.

## История

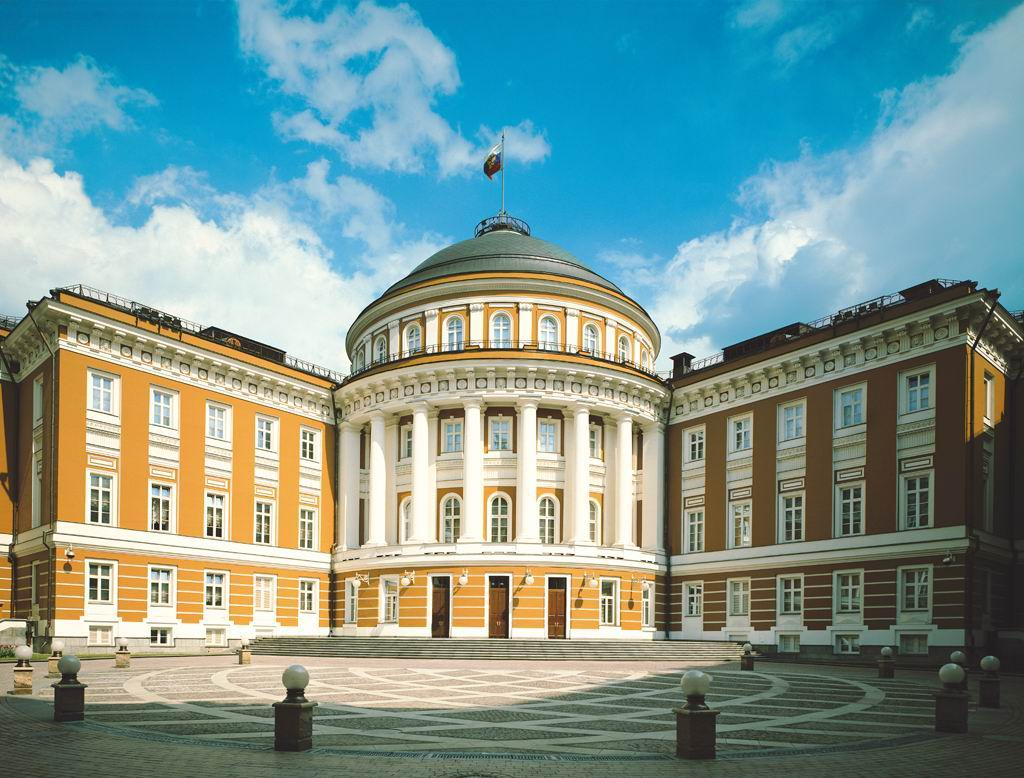
Сенатский дворец, где размещалось МДАУ

В 1801 году было основано архитектурное училище при Экспедиции кремлёвского строения, которое вплоть до 1831 года не имело постоянного официального названия. После упразднения Экспедиции кремлёвского строения в 1831 году училище было передано в ведение Московской дворцовой конторы и получило официальное наименование — Московское Дворцовое архитектурное училище. Устав училища разработал Д. М. Львов. МДАУ являлось единственным учебным заведением Москвы, которое готовило специалистов в сфере гражданского строительства. Обучение в МДАУ длилось обычно 8-12 лет; выпускники училища получали звание архитекторских помощников третьего класса, которое затем могло повышаться до второго и первого класса. После шестилетней стажировки и за выдающиеся заслуги они, в редких случаях, по решению Императорской Академии художеств, могли получить право на присвоение звания архитектора (позже — архитектора придворного ведомства). МДАУ было закрыто в 1865 году. Его имущество было передано Училищу живописи и ваяния, действующему при Московском художественном обществе. В Училище было открыто архитектурное отделение, куда перешли большинство учеников МДАУ. С этого момента Училище живописи и ваяния стало именоваться Московским училищем живописи, ваяния и зодчества.
Московское дворцовое архитектурное училище, в отличие от Императорской Академии художеств, было менее связано с классицистической традицией и более близко к архитектурной практике, в связи с чем отличалось достаточным радикализмом теоретической мысли. Это выражалось в стремлении педагогов училища порвать с устаревшими канонами классицизма, перейти на позиции эклектики. О подобной направленности исканий преподавателей МДАУ можно судить по их речам, произносившимся на выпускных актах и публиковавшихся в печати. Программный характер приобрело выступление директора училища М. Д. Быковского 8 мая 1834 года с речью «О неосновательности мнения, что архитектура греческая или греко-римская может быть всеобщею и что красота архитектуры основывается на пяти известных чиноположениях», в которой он призвал к созданию «архитектуры собственной, национальной». По оценке историка архитектуры В. Г. Лисовского, в первой половине XIX века МДАУ было одним из ведущих учреждений, развивавших отечественную архитектурную теорию.
До момента ликвидации МДАУ размещалось в Сенатском дворце Кремля. Изучением истории училища на протяжении ряда лет занимался архитектор В. А. Гамбурцев, однако большей частью его работы остались неопубликованными.

## Директора училища
- Р. Р. Казаков (1801—1803)[6];
- И. В. Еготов (1803—1814);
- А. Н. Бакарев (1814—1817);
- И. Л. Мироновский (1817—1836);
- М. Д. Быковский (1836—1842)
- Ф. Ф. Рихтер (1842—1865)

## Выпускники
См. также категория «Выпускники Московского дворцового архитектурного училища»
1832
- Пётр Герасимов

1840
- Алексей Мартынов
- Николай Шохин

1841
- Павел Зыков

1849
- Николай Артлебен
- Николай Милюков
- Александр Попов

1852
- Николай Никитин

1855
- Иван Вессель
- Дмитрий Певницкий
- Алексей Попов

1857
- Василий Карнеев
- Александр Обер

1859
- Николай Васильев
- Дмитрий Чичагов

1861
- Михаил Никифоров

1864
- Владимир Гамбурцев
- Андрей Стратилатов